# Enthetica
Enthetica is een geslacht van vlinders van de familie Lecithoceridae.

## Soorten
- E. picryntis Meyrick, 1916
- E. tribrachia Meyrick, 1923